# Ingeborg Seynsche

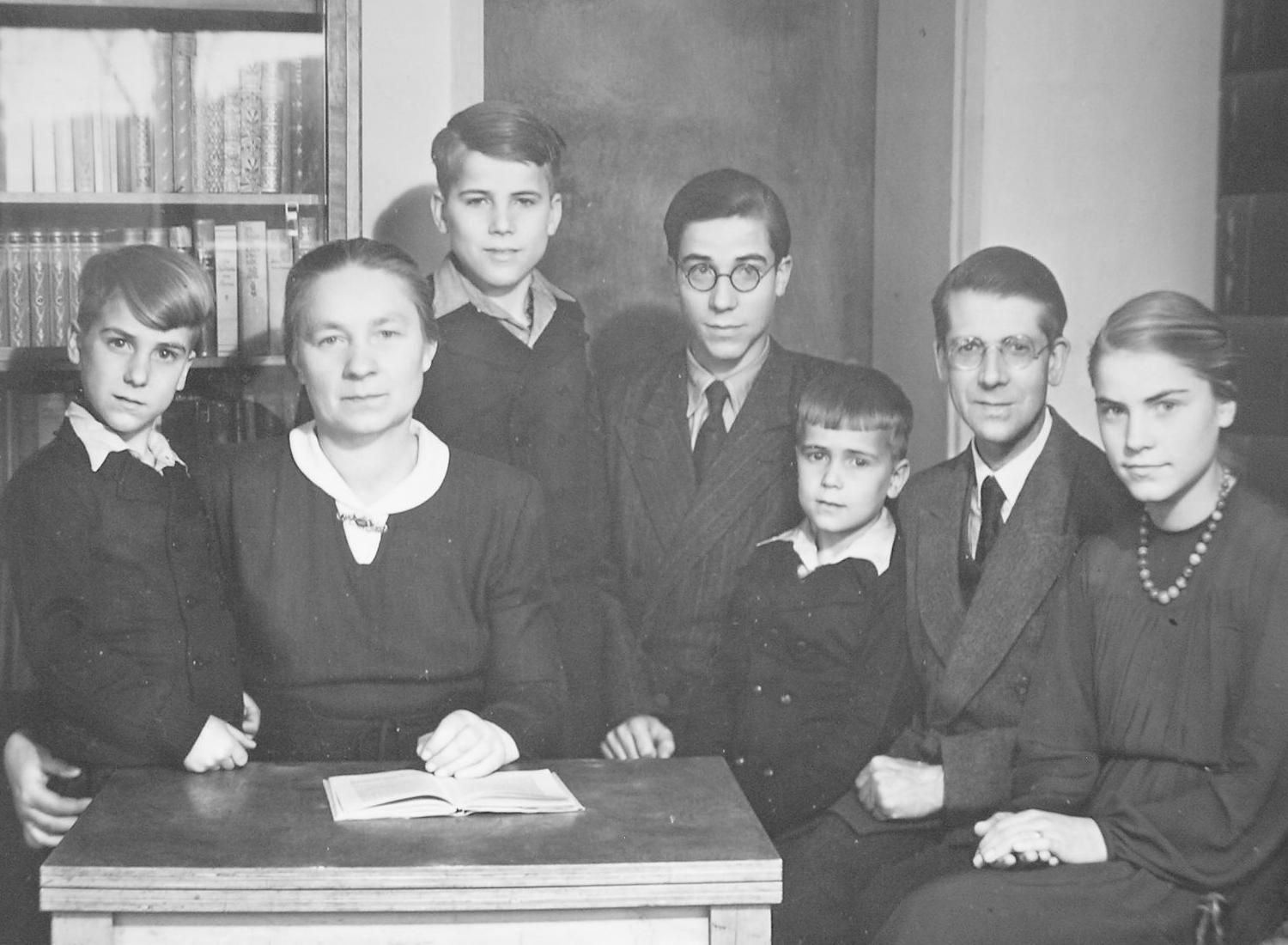
Ingeborg Seynsche com seu marido Friedrich Hund e seus filhos, 1950

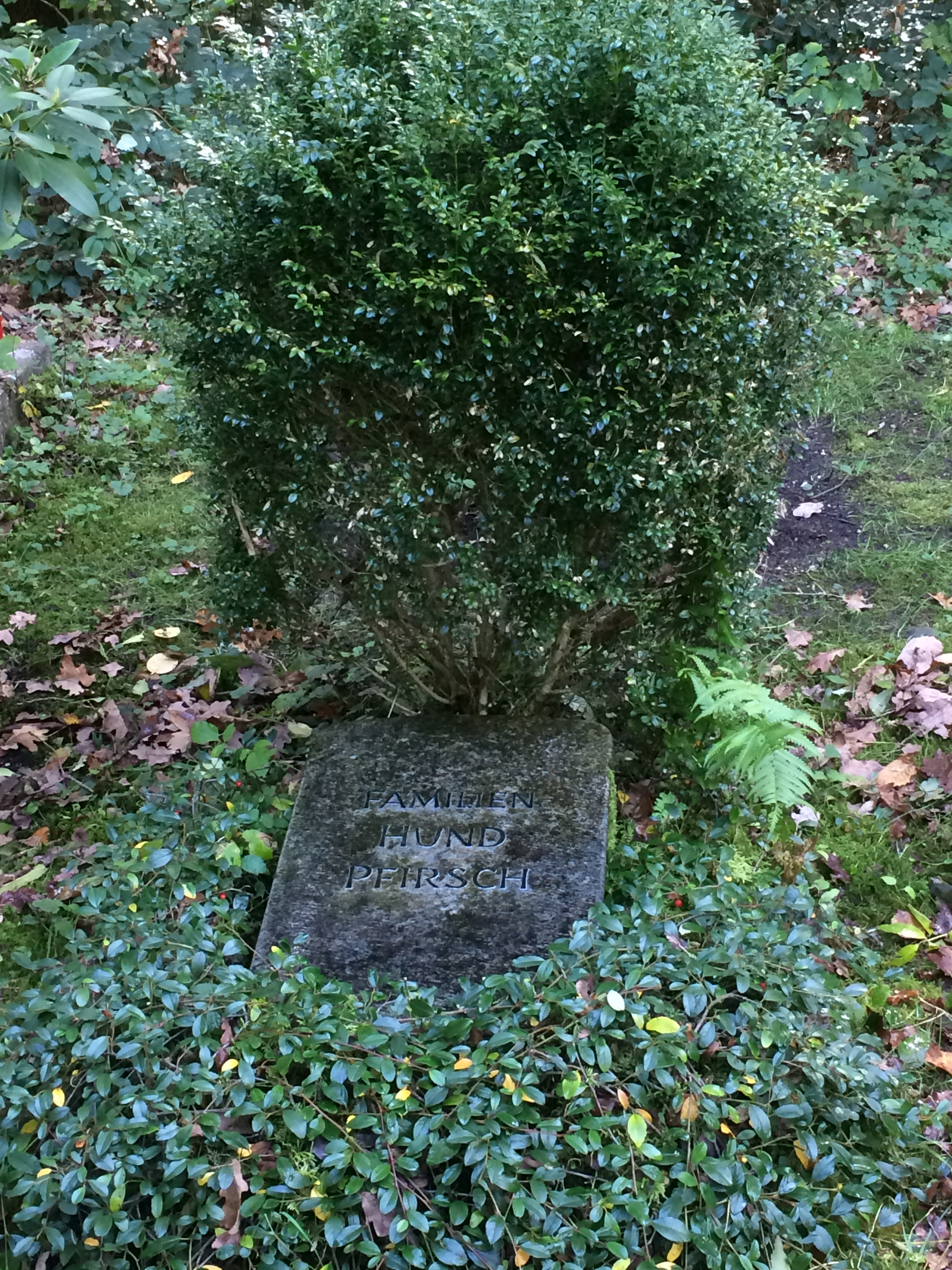
Sepultura no Waldfriedhof de Munique

Martha Mechthild Ingeborg Seynsche (Barmen, Wuppertal, 21 de outubro de 1905 – Göttingen, 27 de junho de 1994) foi uma matemática alemã. Foi uma das primeiras mulheres a obter um doutorado em matemática na Universidade de Göttingen.

## Vida
Seu pai Johannes Seynsche (1857-1925) foi professor e conselheiro sênior da Unterbarmer Höheren Mädchenschule. Obteve o Abitur na páscoa de 1924 em Unterbarmen. Estudou então em Marburgo, aprovada em 1929 no Staatsexamen para o magistério em matemática pura e aplicada e física . Foi assistente no Instituto de Matemática de Göttingen.
Ingeborg Seynsche obteve um doutorado em 1930 na Universidade de Göttingen, com a tese Zur Theorie der fastperiodischen Zahlfolgen, orientada por Richard Courant. Foi um tema da teoria das funções quasi-periódicas, por sugestão de Harald Bohr e Alwin Walther. Mais tarde trabalhou dentre outros com o cálculo de tabelas de funções (com Alwin Walther) e a ornamentação de superfícies de dois lados. Resolveu o problema das oito damas para qualquer n.

## Família
Casou em 17de março de 1931 em Barmen com o físico Friedrich Hund (1896–1997). Tiveram seis filhos: Gerhard Hund (* 1932), Dietrich (1933–1939), Irmgard (* 1934), Martin (* 1937), Andreas (* 1940) e Erwin (* 1941). A Grande Mestre de Xadrez Barbara Hund é sua neta.
Está sepultada no Waldfriedhof de Munique, onde estão também seu marido e sua irmã Gertrud, bem como seu genro Dieter Pfirsch.

## Bibliografia

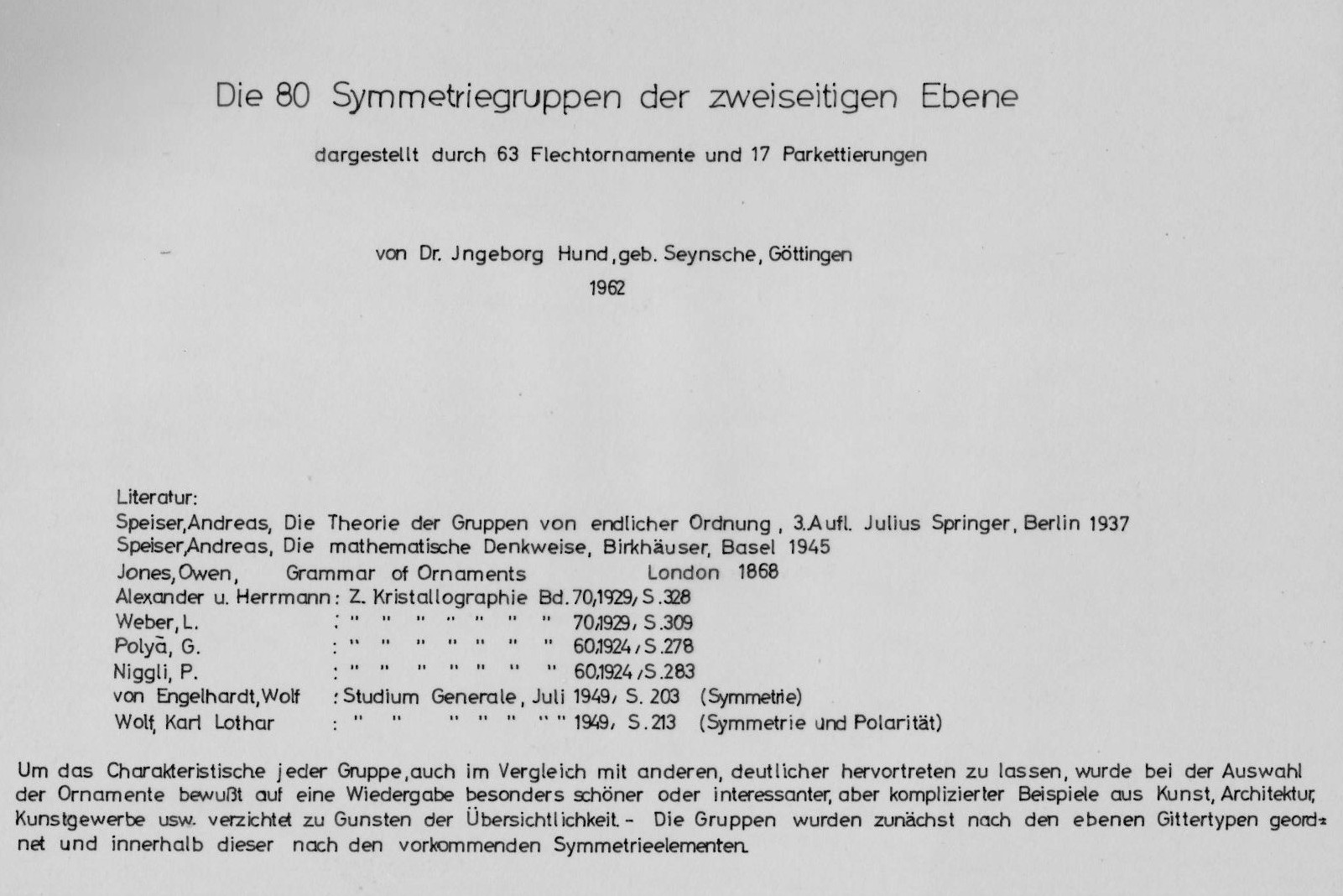
Seite 1 des 15-seitigen Manuskriptes der Arbeit "Die 80 Symmetriegruppen der zweiseitigen Ebene", das Ingeborg Seynsche 1962 in Göttingen erstellte.